# La Cigale et la Fourmi (Silly Symphony)
Pour la fable originale, voir La Cigale et la Fourmi.
Pour plus de détails, voir Fiche technique et Distribution.
La Cigale et la Fourmi (Grasshopper and the Ants) est un dessin animé de la série des Silly Symphonies réalisé par Walt Disney, pour United Artists, sorti le 10 février 1934.
L'histoire se base sur les contes La Cigale et la Fourmi d'Ésope et de Jean de La Fontaine.

## Synopsis
Durant un été, une cigale joue de son violon et vit de l'air du temps tandis qu'une armée de fourmis besogneuses amasse une énorme quantité de nourriture pour tenir tout l'hiver. Par sa chanson, la cigale arrive à convaincre la fourmi Andy de faire comme elle, mais avec l'arrivée de la reine, entourée d'un cortège, Andy reprend le travail. La reine avertit la cigale qu'elle risque d'être fort ennuyée une fois l'hiver venu.
L'hiver est arrivé, la cigale se retrouve affamée. À bout de force, elle décide d'aller frapper à la fourmilière pour avoir un peu à manger. Dans le tronc d'arbre qu'elles occupent, les fourmis font banquet. Elles recueillent la cigale et la mettent près du feu mais la reine prévient que seuls ceux qui travaillent peuvent rester... la reine fourmi propose alors à la cigale de jouer de la musique en guise de travail contre le gîte et le couvert... le festin reprend alors dans l'allégresse.

## Fiche technique
- Titre original : Grasshopper and the Ants
- Autres Titres[1] :
  -  Allemagne : Die Heuschrecke und die Ameisen
  -  France : La Cigale et la Fourmi
  -  Suède : Gräshoppan och myrorna
- Série : Silly Symphonies
- Réalisateur : Wilfred Jackson
- Scénario : Bill Cottrell
- Voix : Pinto Colvig (la cigale)
- Animateurs[2] :
  - Équipe principale : Dick Huemer (danse d'ouverture de la Cigale), Frenchy de Trémaudan (Andy avec le chariot de cerises), Leonard Sebring (procession de la reine), Dick Lundy (première rencontre de la reine et de la cigale), Bill Roberts (danses de la cigale et feuilles mortes), Art Babbitt (cigale agonisant dans la neige), Ham Luske (banquet), Les Clark (reine au banquet)
  - Équipe de Ben Sharpsteen (fourmis, feuilles, neiges) : Tom McKimson, Cy Young, Ed Smith
- Layout : Hugh Hennesy
- Producteur : Walt Disney
- Société de production : Walt Disney Productions
- Pays de production :  États-Unis
- Distributeur : United Artists, RKO Radio Pictures
  - Dépôt de copyright : 1er février 1934[2]
  - Annoncée : 10 février 1934[3],[2]
- Format d'image : Couleur (Technicolor[1])
- Son : Mono (RCA Sound System[1])
- Durée : 8 min 25 s
- Musique originale : Leigh Harline
- Langue : (en)
- Date de sortie : 10 février 1934[3]

## Voix françaises

### 1erdoublage (date inconnue)
- Eugene Borden : La Cigale

### 2edoublage (années 1990)
- Gérard Rinaldi : la cigale

## Commentaires
D'après Russel Merritt & J.B. Kaufman, le film aurait été annoncé pour le 3 février 1934. C'est cette date que prend Dave Smith comme date officielle de sortie mais IMDb prend au contraire la date de dépôt de copyright, indiquée par Merritt et Kaufman, comme date de sortie.
Le film comprend la chanson The World Owes Me a Living, chantée par Pinto Colvig, dont les partitions ont été publiées.
La cigale a servi de base pour l'apparence de vagabond du personnage de Jiminy Cricket dans Pinocchio (1940), mais cette dernière est plus courte et ronde.